# Forest Knolls (Marin County, Kalifornien)
Forest Knolls ist eine unincorporated community im Marin County, Kalifornien, USA. Die Postleitzahl von Forest Knolls ist 94933.

## Lage
Es liegt 14 km südwestlich von Novato, auf einer Höhe von 76 m.

## Geschichte
Für Volkszählungszwecke wird Forest Knolls mit Lagunitas in dem von der Volkszählung ausgewiesenen Ort Lagunitas-Forest Knolls zusammengefasst. Das erste Postamt in Forest Knolls wurde 1916 eröffnet. 
In Forest Knolls gibt es eine Reihe kleiner historischer Geschäfte, beispielsweise den Papermill Creek Saloon.